# Подвал

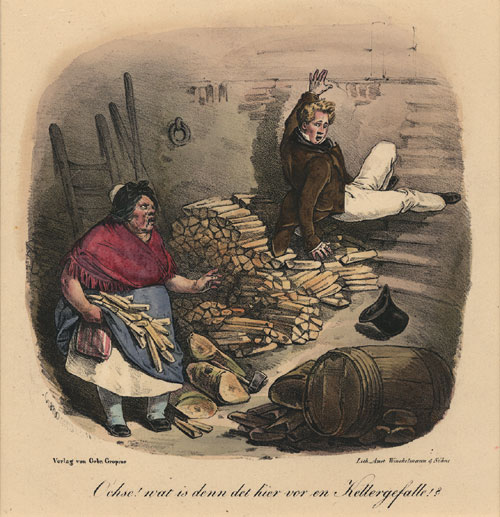
Подвал

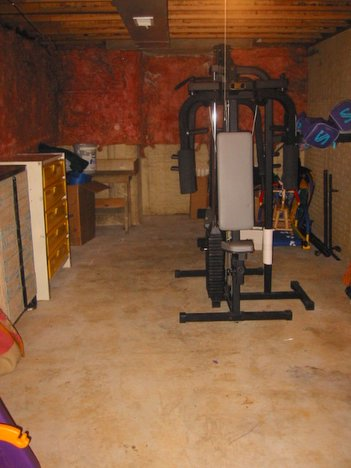
Незавершенный подвал, используемый для хранения и упражнений

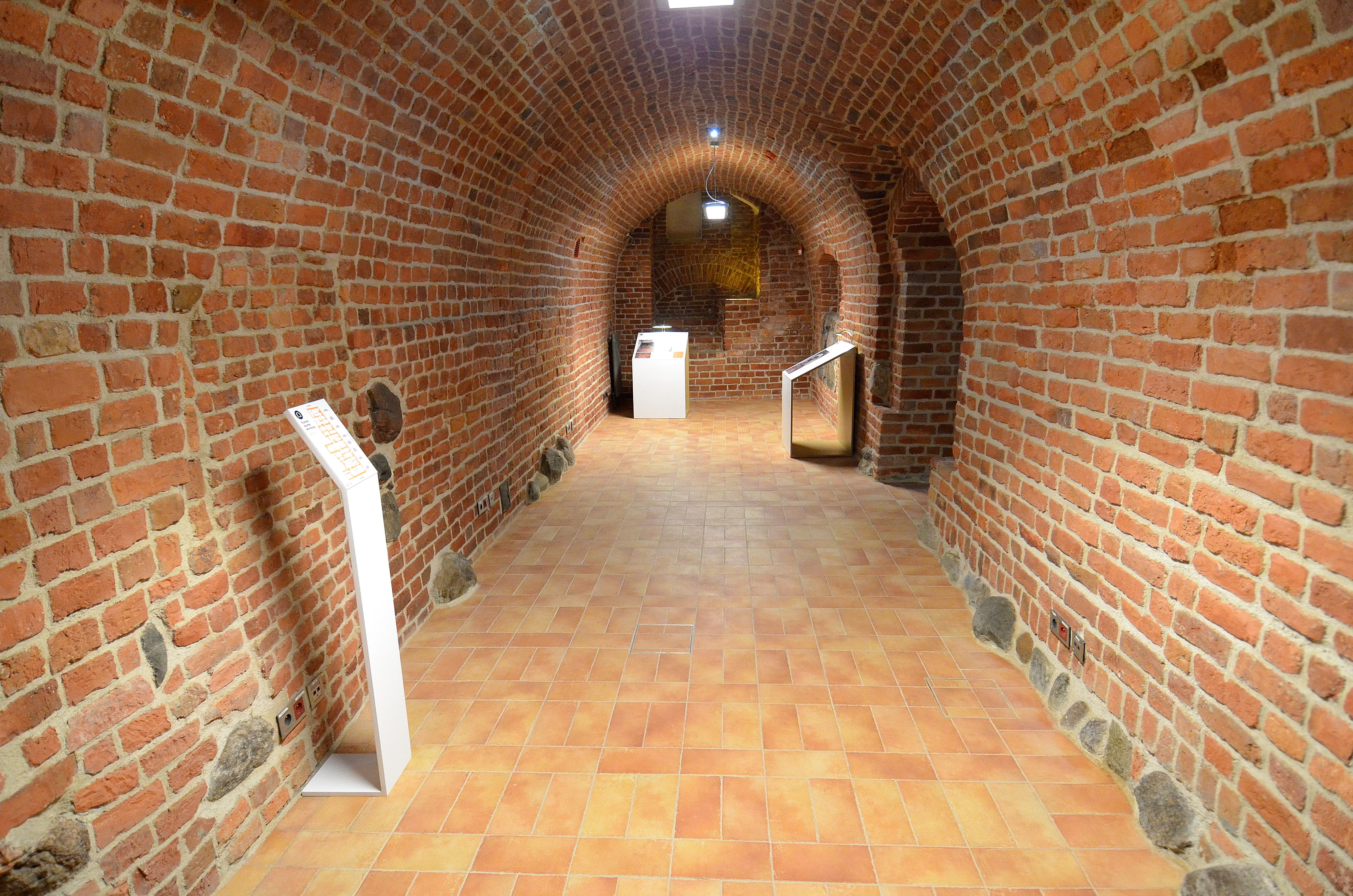
Средневековые подвалы Старого города в Варшаве

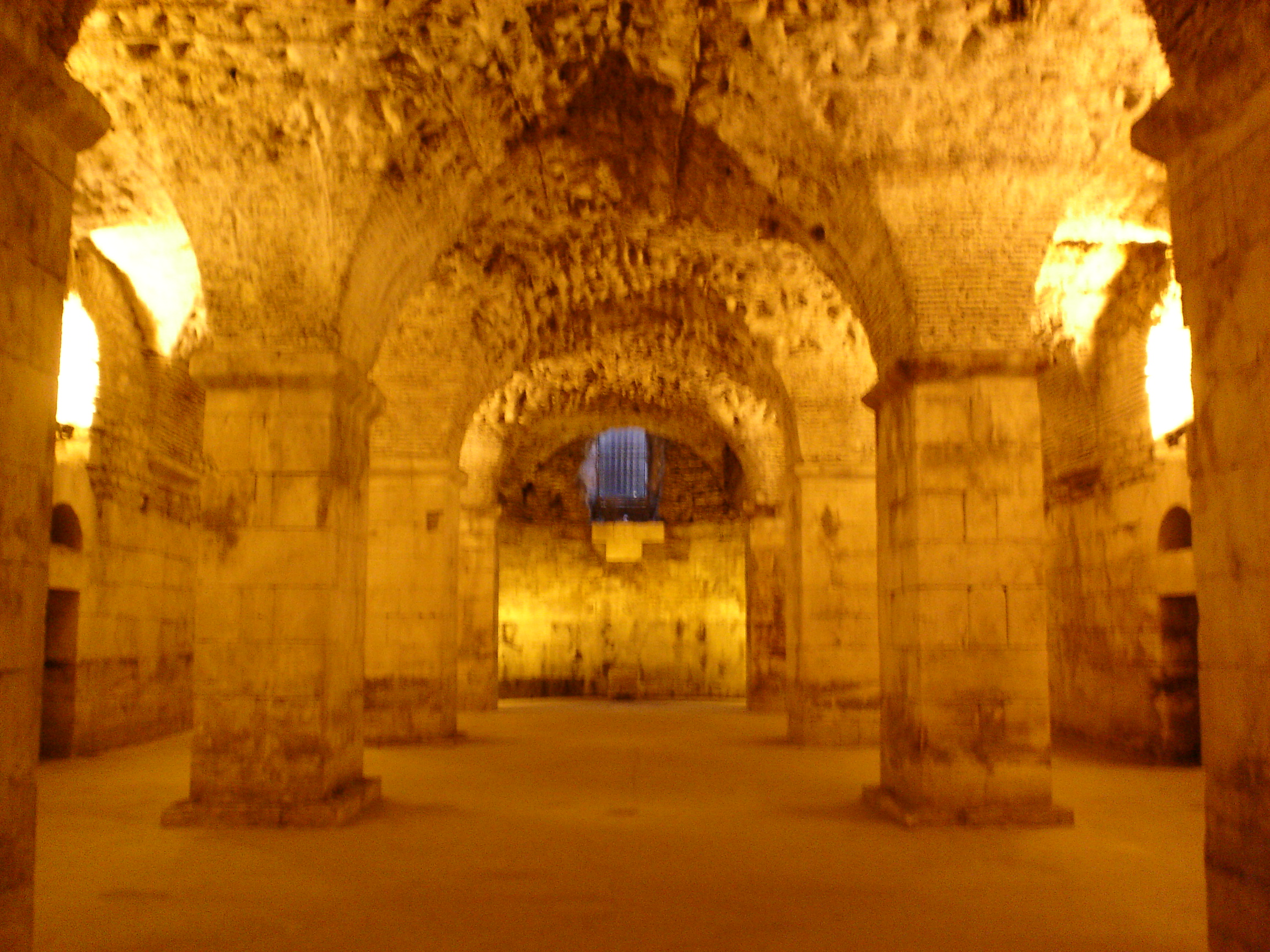
Подвал Дворца Диоклетиана

Подвал — этаж здания с уровнем пола ниже уровня земли более чем на половину высоты помещений или первый подземный этаж. Служит для размещения различного оборудования, припасов. Характеризуется стабильностью суточных и годовых температур за счёт теплоизолирующих свойств земли и отсутствием естественного солнечного освещения.
Название произошло от помещений в старину располагавшихся в крепостях под их защитным земляным валом ниже уровня фортификационных сооружений. Высота подвалов более двух метров, при меньшей высоте пространство называется техническим подпольем и фактически уже не является помещением. В высоких зданиях подвалы обычно более развиты (для устойчивости здания) и бывают даже включающими несколько этажей. В малоэтажных зданиях чаще имеет небольшую глубину. В последней трети XX века количество жилых зданий с подвалом стало сокращаться в связи с распространением центрального теплоснабжения и с окончанием практики устройства в них бомбоубежищ. При возведении зданий без подвалов значительно уменьшается стоимость подземной части. Наружные подвальные стены рассчитывают на восприятие активного давления грунта, а также на передаваемые на них грунтом временные нагрузки, находящиеся на призме обрушения (например, от башенных кранов, грузовых автомашин).
Во избежание затопления подвалов при строительстве прокладывается дренажная система, производится гидроизоляция внешних стен и пола; для уменьшения влажности воздуха обустраивается вентиляция.

## Назначение
Небольшие подвалы обычно используются для хозяйственных нужд и размещения части оборудования и коммуникаций здания, в более просторных часто располагаются склады, небольшие офисы, небольшие производства и магазины, в больших комплексах подвалы часто используются для размещения подземной автопарковки. Неиспользуемые подвалы как и чердаки часто становятся пристанищем бездомных.
Подвалы в жилых индивидуальных домах предназначены для хранения запасов пищи.
Во время войны используются, как бомбоубежища.